# Daniel Mangeas
Daniel Mangeas, född 10 april 1949, är en fransk cykelsportexpert och speaker vid de flesta större cykellopp i Frankrike, inklusive Tour de France. Mangeas började som speaker vid tävlingar i bordsfotboll, men kommenterade också cykeltävlingar sedan 15 års ålder. Han upptäcktes av Albert Bouvet som arrangör av 1974 års Tour de France. Mangeas hade redan stora kunskaper om cykelsport, då han följt de stora tävlingarna sedan han var fyra år, bland annat på grund av att hans kusin var tävlingscyklist.